# 1st Armored Division (Vereinigte Staaten)
Die 1st Armored Division (deutsch 1. US-Panzerdivision; Spitzname Old Ironsides) ist ein Großverband der U.S. Army mit Hauptquartier in Fort Bliss, Texas. Sie ist dem III. Korps unterstellt.

## Geschichte

### Zweiter Weltkrieg
Nordafrika
Die Old Ironsides war Teil der Operation Torch und landete mit dem Ziel Oran in Algerien. Trotz starker französischer Truppen des Vichy-Regimes konnten die alliierten Kräfte sämtlichen Widerstand innerhalb von drei Tagen niederschlagen und so den Brückenkopf sichern. Sie marschierten anschließend in Richtung Tunesien, wo sie auf Kräfte der Achsenmächte stießen. Raue Konditionen und schlechte Straßenverhältnisse verhinderten die Möglichkeit, Tunesien schnell einzunehmen und so Rommels Nachschublinien abzuschneiden. Im Januar 1943 wurde die Division dem II. Korps unterstellt und erhielt den Auftrag, Zentraltunesien gegen feindliche Kräfte zu verteidigen. Einen Monat später traf sie am Kasserinepass mit gepanzerten deutschen Einheiten zusammen. In der Schlacht am Kasserinpass erlitt sie hohe Verluste und zog sich zurück.  Der Tunesienfeldzug endete im Mai 1943 mit der Kapitulation des Afrikakorps.  Der am 28. April 1943 gefallene Gefreite (Private) Nicholas Minue (1. Kompanie, 6. gepanzerte Infanterie) erhielt für seine Tapferkeit postum die Medal of Honor.
Italien

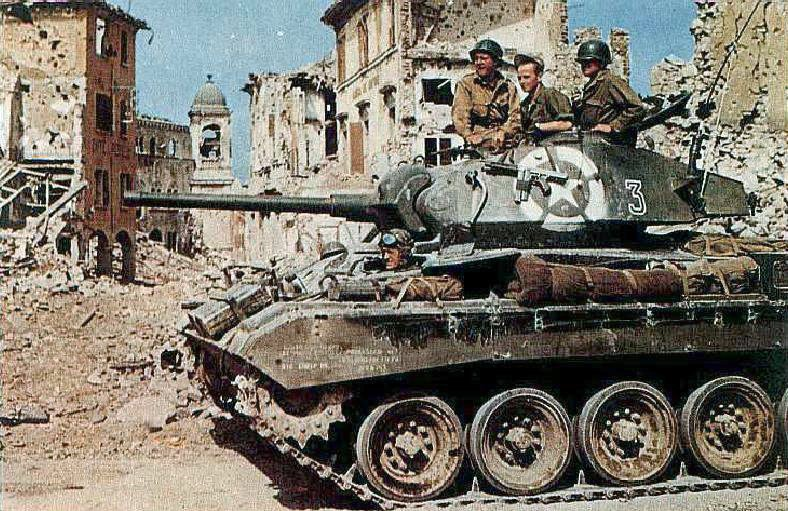
Ein M24-Panzer der Division in Vergato, Italien (14. April 1945)

Die Besetzung Siziliens im Sommer 1943 bereitete den Weg für eine Invasion des italienischen Festlands durch die alliierten Truppen. Als Teil der 5. Armee unter Generalleutnant Mark W. Clark brach die 1. Panzerdivision am 9. September den feindlichen Widerstand mit einer Sturmangriffslandung bei Salerno und bereitete so den weiteren Weg nach Neapel für die nachrückenden Truppen. Die Stadt fiel am 1. Oktober, und die Alliierten zogen in Richtung des Volturno-Flusses. Im November griff die Einheit die berüchtigte Gustav-Linie an. Obwohl die Linie gebrochen werden konnte, kam der alliierte Vorstoß am Monte Cassino zum Erliegen. Um das Vorrücken wieder in Gang zu setzen, wurde am 23. Januar 1944 bei Anzio eine amphibische Landung durchgeführt, bei der die 1. US-Panzerdivision mehrere deutsche Gegenangriffe zurückdrängen konnte. Die Division führte den Ausbruch aus dem Brückenkopf in Richtung Rom am 23. Mai an; Rom selbst wurde am 4. Juni 1944 befreit.

Die Verfolgung der Deutschen wurde in den Norden des Apennins weitergeführt, wo raue Berge und das Winterwetter nun zwischen den Alliierten und der Weite der Po-Ebene stand. Sie drangen im April 1945 in das Tiefland ein und zwangen schließlich am 23. April 1945 die deutschen Truppen in Italien zur Kapitulation.
Im Juni 1945 wurde die 1. Panzerdivision in die Amerikanische Besatzungszone nach Deutschland verlegt, kehrte aber bereits im April 1946 zurück in die USA, wo sie im Camp Kilmer in New Jersey deaktiviert wurde. Nur einige Teileinheiten der Division blieben in Deutschland als Teil der dortigen US Constabulary.

### Koreakrieg
Der Erfolg der neuen sowjetischen T-34-Panzer und der Ausbruch des Koreakrieges brachten neuen Schwung für die Entwicklung der Panzertruppe. Als Teil der für Korea aufgestellten US-Streitkräfte wurde die 1. Panzerdivision in Fort Hood, Texas am 7. März 1951 reaktiviert. Sie war nun die erste Division, in der schwarze Soldaten in allen Dienstgraden integriert wurden. Sie war weiterhin die einzige kampfbereite gepanzerte Division auf dem amerikanischen Festland und die erste, welche die neuen M48-Patton-Panzer erhielt. Training für den Atomkrieg wurde eines der Hauptthemen Mitte der 1950er Jahre. Die Old Ironsides nahmen an Tests zur Atomic Field Army in Fort Hood und an der Operation Sagebrush teil, dem größten kombinierten Manöver seit dem Zweiten Weltkrieg. Nach Beendigung der Übung verlegte die Division nach Fort Polk, Louisiana, ihrem neuen Heimatstützpunkt.

### Kubakrise
Zum Ende der 1950er Jahre, zu Zeiten knapper Haushaltspläne, verschwand das Hauptinteresse der US-Armee am atomaren Schlachtfeld. Die nun wieder in Texas stationierte 1. Panzerdivision wurde eine reine Übungseinheit zur Ausbildung neuer Kadetten. Der Beginn der 1960er markierte die Einführung vieler militärischer Neuerungen. Wichtige Änderungen unter anderem in der Organisation, der Doktrin und die Einführung von neuem (Groß-)Gerät zeigten die Entschlossenheit der Regierung, immer und überall kampfbereit sein zu müssen. 1962 wurde die 1. Panzerdivision neu organisiert. Brigaden lösten Kampfkommandos ab, und die der Division zugeteilte Heeresfliegereinheit wurde in ihrer Stärke verdoppelt. Intensives Training folgte der Umorganisierung. Im Oktober 1962, kurz vor der Kubakrise, wurde die 1. Panzerdivision für kampfbereit erklärt. Als Reaktion auf die Stationierung sowjetischer Raketen auf Kuba wurden die Old Ironsides nach Fort Stewart, Georgia, verlegt. Die gesamte Operation dauerte nur 18 Tage.
Die nächsten sechs Wochen verbrachte die Division mit Echtfeuerübungen und amphibischen Landungsübungen in den Sumpfgebieten Georgias und Floridas. Ein Höhepunkt war der Besuch des US-Präsidenten John F. Kennedy am 26. November 1962. Kurz danach entspannte sich die Situation und die 1. Panzerdivision wurde nach Fort Hood zurückverlegt.

### Vietnamkrieg
Obwohl die Division nicht als Ganze am Vietnamkrieg teilnahm, kämpften zwei Einheiten der Division, A-Kompanie, 501. Heeresflieger und 1. Schwadron, 1. Kavallerie dort. Beide wurden mit Presidential Unit Citations ausgezeichnet, die Kavallerie erhielt sogar zwei Tapferkeitsauszeichnungen und drei vietnamesische Ehrenkreuze. Keine der beiden Einheiten war offiziell von der Division gelöst worden, so dürfen die Veteranen das Abzeichen der Old Ironsides tragen.
Zusätzlich wurden drei Infanteriebataillone aus den Brigaden der Division zur 198. unabhängigen Brigade formiert und nach Vietnam entsandt. Zwei der drei Bataillone wurden nach dem Krieg wieder in die Division eingegliedert, das 1. Bataillon des 6. Infanterieregiments und das 1. Bataillon des 52. Infanterieregiments.
1968 war ein Jahr innerer Unruhen. Nach der Ermordung von Martin Luther King brachen in einigen Innenstädten Straßenschlachten aus. Die 3. Brigade wurde nach Chicago verlegt, um dort die öffentliche Sicherheit wiederherzustellen und deren Fortdauer zu gewährleisten. Zu Beginn der 1970er wurden sämtliche US-amerikanischen Streitkräfte aus Vietnam abgezogen, und die US-Armee wurde massiv umstrukturiert. Gerüchten zufolge sollte die 1. Panzerdivision erneut deaktiviert werden. Veteranen aber organisierten eine Briefkampagne, um die Old Ironsides zu retten. Am 10. Mai 1971 verließ die Division ihre Heimat in Fort Hood, um nach Deutschland verlegt zu werden. Dort wurde die bis dahin in Göppingen und Franken stationierte 4. US-Panzerdivision ersetzt.
Die Stationierungsorte waren mit dem
- Stab und Stabskompanie in Ansbach
- 1. Brigade in Vilseck
- 2. Brigade in Erlangen
- 3. Brigade in Bamberg
- 4. Brigade in Katterbach bei Ansbach, mit der Cavalry in Schwabach
- DISCOM (Division Support Command) in Fürth
- DIVENG (Division Engineers) in Fürth
- DIVARTY (Division Artillery) in Zirndorf
- MI Bn (Military Intelligence) in Ansbach
- ADA (Air Defense Artillery) in Schwabach

### Operation Desert Storm
Nach dem Einmarsch irakischer Truppen in Kuwait wurde die Einheit im November 1990 in Alarmzustand versetzt und in den Nahen Osten verlegt. In weniger als zwei Monaten verlegte die Division mit 17.400 Mann und 7.050 Stücken Ausrüstung auf See, mit der Bahn und dem Flugzeug nach Saudi-Arabien, um an der Operation Desert Storm teilzunehmen. Hierbei verblieb die 1. Brigade der Division in Deutschland und wurde durch die 3. Brigade der 3. US-Infanteriedivision ersetzt. Bereits am 8. Mai 1991 kehrte die Division in die Hindenburg-Kaserne nach Ansbach zurück. Die Einheit feierte ihren Triumph bei einem Besuch des US-Vizepräsidenten und der Teilnahme an Siegesparaden in New York und Washington. Viele der Kampftruppen kehrten allerdings nicht mehr nach Deutschland zurück, sondern verlegten gleich, gemäß den Abzugsplänen des Pentagons, zurück zu Standorten in den Vereinigten Staaten, wo sie deaktiviert wurden. In den folgenden Jahren wurden alle Standorte der Division in Mittelfranken aufgegeben, und die Division wurde umorganisiert. Sie übernahm teilweise Kasernen der vollständig abgezogenen 8. US-Infanteriedivision und der 3. US-Panzerdivision in Hessen. Das Hauptquartier wurde in Bad Kreuznach errichtet, nach der Aufgabe dieses Standortes später aber nach Wiesbaden verlegt.

### Task Force Eagle

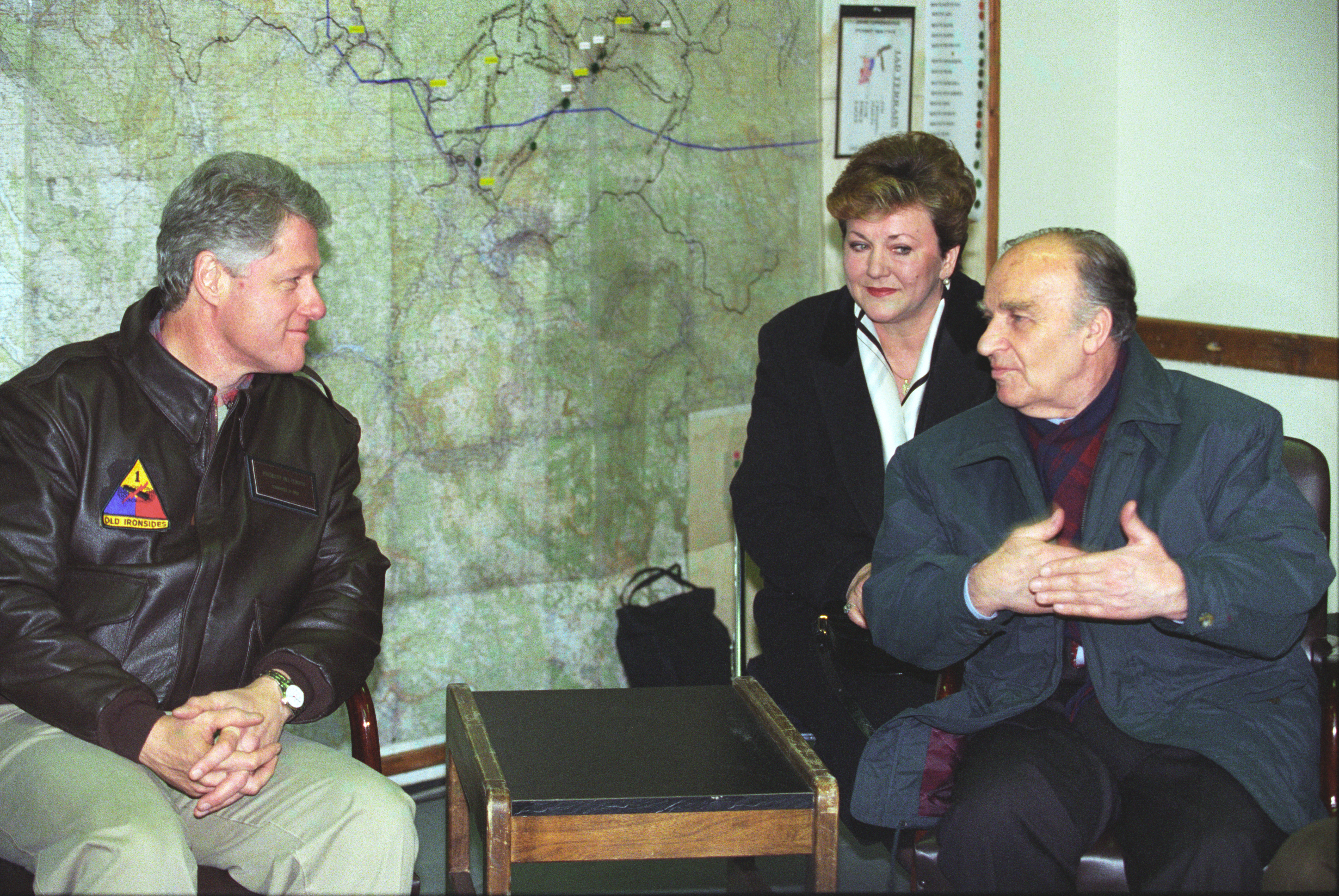
US-Präsident Bill Clinton in einer Lederjacke mit Abzeichen der Old Ironsides im Gespräch mit Alija Izetbegović (1997)

Am 14. Dezember 1995 wurde die  1. Panzerdivision nach Bosnien-Herzegowina als Teil der Operation Joint Endeavour beordert. Dieses Einsatzkommando, bekannt als Task Force Eagle, erlangte volle Kontrolle über ihr Einsatzgebiet während einer Feier zur Übergabe des Kommandos mit den Vereinten Nationen in der Eagle Base, Tuzla am 20. Dezember 1995. Nach dem historischen Brückenschlag über den Fluss Sava am 31. Dezember 1995 wurden die Old Ironsides, bis dahin unterstützt von Truppen des V. US-Korps, von polnischen, türkischen, russischen, dänischen, estnischen, finnischen, isländischen, lettischen, litauischen, norwegischen, schwedischen und weiteren amerikanischen Truppen verstärkt. Die Task Force Eagle überwachte den Waffenstillstand, die Grenzbildung zwischen den Volksgruppen, die Entwaffnung von Soldaten und die Abgabe schwerer Waffen in vorgesehene Depots. Die Einheit unterstützte und überwachte ebenfalls die ersten demokratischen nationalen Wahlen.
TF Eagle Force Struktur im Dezember 1995:
The National Support Element in Taszár in Ungarn:
- 21st Theater Army Area Command
  - Logistics support element, 19th Transportation Company, 27th Transportation Battalion
  - 266th Finance Command, 29th Area Support Group, 51st Ordnance Battalion, 95th Military Police Battalion
  - 28th Transportation Battalion, 191st Ordnance Battalion, 330th Rear Tactical Operations Center, Civil Affairs Support: 16th Corps Support Group
- 1st Personnel Command
- 30th Medical Brigade
- 7th Signal Brigade

Lines of Communication Opening Forces:
- - 502d Engineer Company
  - 586th Engineer Company
  - 535th Engineer Company
  - eine Sicherheitseinheit der 1st Cavalry
  - Zwei Kompanien mittlere Brückenträger

Strike Force:
- 4th (Aviation) Brigade headquarters
  - 2-227th Aviation Battalion
  - 3-1st Aviation Battalion
  - 7-227th Aviation Battalion
  - A Company, 5-159th Aviation Battalion
  - 236th Medical Company

Initial Entry Force (Task Force Eagle):
- 1st Armored Division
- 3-325th Infantry (Airborne) Combat Team
- 67th Medical Detachment
- A Battery, 25th Field Artillery
- Teile der US Air Force

1st Brigade Combat Team (BCT):
- - 1st Brigade headquarters
  - 3-5th Cavalry (Infantry)
  - 4-67th Armor
  - 2-3d Field Artillery
  - C Troop, 333d Target Acquisition Battery
  - 23d Engineer Battalion
  - 501st Forward Support Battalion
  - Combat support and combat service support elements

2d Brigade Combat Team (BCT):
- - 2d Brigade headquarters
  - 4-12th Infantry
  - 2-15th Infantry
  - 2-68th Armor
  - 3-4th Cavalry
  - 4-29th Field Artillery
  - B Troop, 25th Target Acquisition Battery
  - 40th Engineer Battalion
  - 47th Forward Support Battalion
  - Combat support and combat service support elements

Division Rear (auch bekannt als “Follow-On Sustainment Forces”):
- - A Battery, 94th Field Artillery (Multiple-Launch Rocket System)
  - 18th Military Police Brigade
  - 205th Military Intelligence Brigade
  - 22d Signal Brigade
  - Pionierbrigade
  - 16th Corps Support Group
  - 30th Medical Brigade
  - Divisionstruppen

Am 10. November 1996 wurde das Kommando an die ablösende 1. US-Infanteriedivision abgegeben, und die Old Ironsides kehrte in ihre Standorte nach Deutschland zurück.

### Kosovo
Im April 1999 wurde der 1. Panzerdivision befohlen, ihre Soldaten im Rahmen der Operation Allied Force nach Albanien als Reaktion auf die ethnischen Säuberungen im Kosovo zu verlegen. Die Soldaten der Old Ironsides betraten den Kosovo erstmals im Rahmen der Operation Joint Guardian. Der Auftrag lautete, den UNO-Sicherheitsratsbeschluss zu überwachen und den Frieden in die Region zurückzubringen. Am 20. Juni 2000 übernahm die Division als US-Kontingent das Kommando über die multinationale Brigade-Ost.

### Irak-Krieg

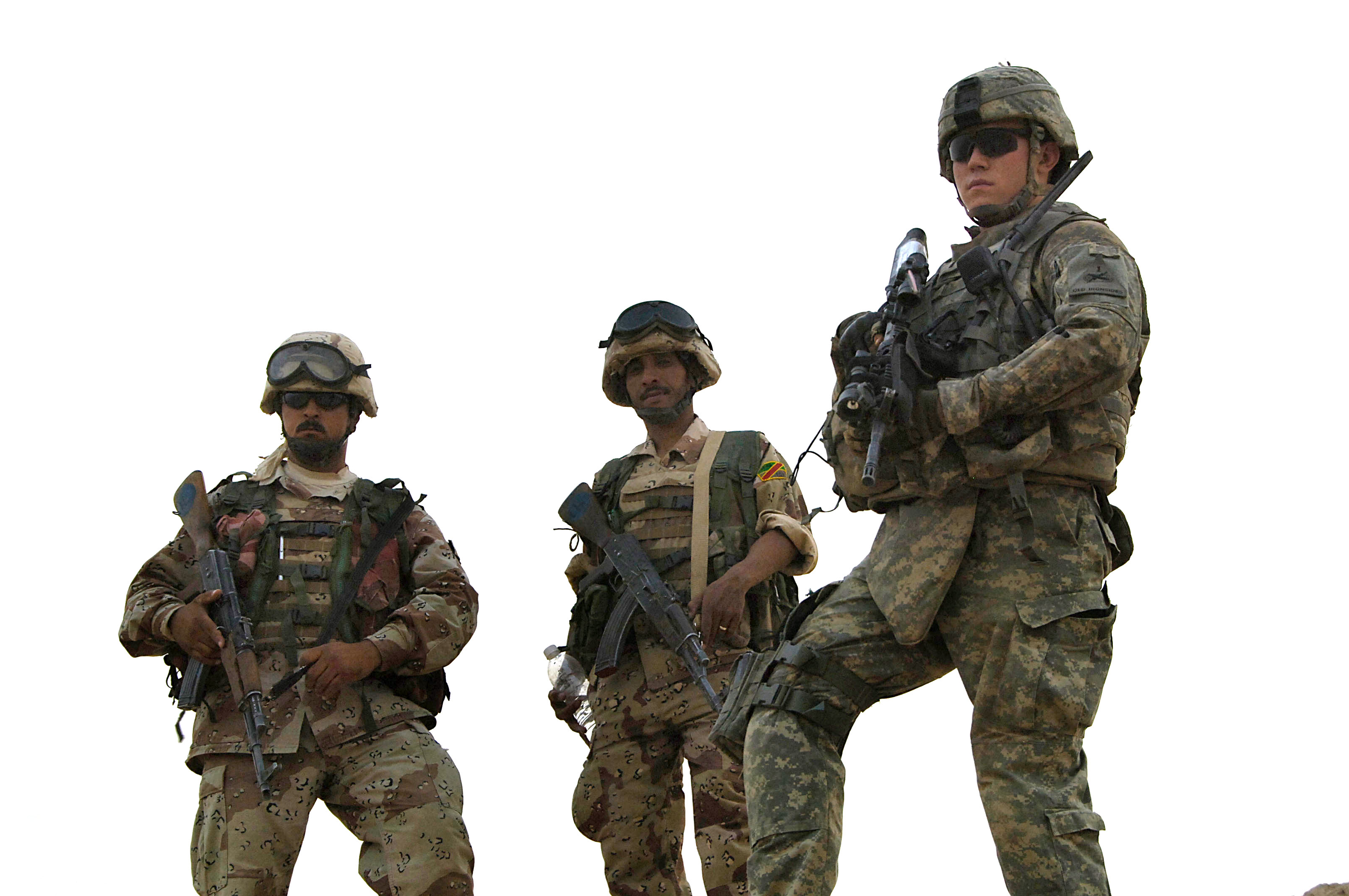
Offizier der 1st AD (rechts) neben zwei irakischen Soldaten bei der Sicherung eines Sucheinsatzes nach Waffen bei Jazirah, Irak 2008

Am 4. März 2003 wurde die Einheit in die Region von USCENTCOM verlegt und bildete zusammen mit Einheiten in Brigadegröße der 82. US-Luftlandedivision, 3. US-Infanteriedivision, 1. US-Kavalleriedivision, 2. gepanzertes Kavallerieregiment und der 124. Infanteriebrigade die Task Force 1st Armored Division. Mehr als 39.000 Soldaten waren in der Einsatzgruppe zusammengezogen und standen unter dem Kommando der Division. Die Einheiten sicherten Vororte Bagdads und versuchten Stabilität und Sicherheit wiederherzustellen und zu gewährleisten.

## Auftrag
Je nach Befehl stellt die 1. US-Panzerdivision in dem ihr zugewiesenen Kriegsschauplatz oder territorialen Verantwortungsgebiet des übergeordneten Regionalkommandos, dem sie unterstellt wurde, das volle Spektrum der Gefechtsbereitschaft und -führung der Bodenstreitkräfte zur Verfügung.

## Organisation

1. US-Panzerdivision Organisation 2023

Die Division ist in Fort Bliss, Texas, stationiert.
- Stab und Stabsbataillon
- 1st Armored Brigade Combat Team
- 2nd Armored Brigade Combat Team
- 3rd Armored Brigade Combat Team
- 1st Armored Division Artillery
- 1st Armored Division Combat Aviation Brigade
- 1st Armored Division Sustainment Brigade

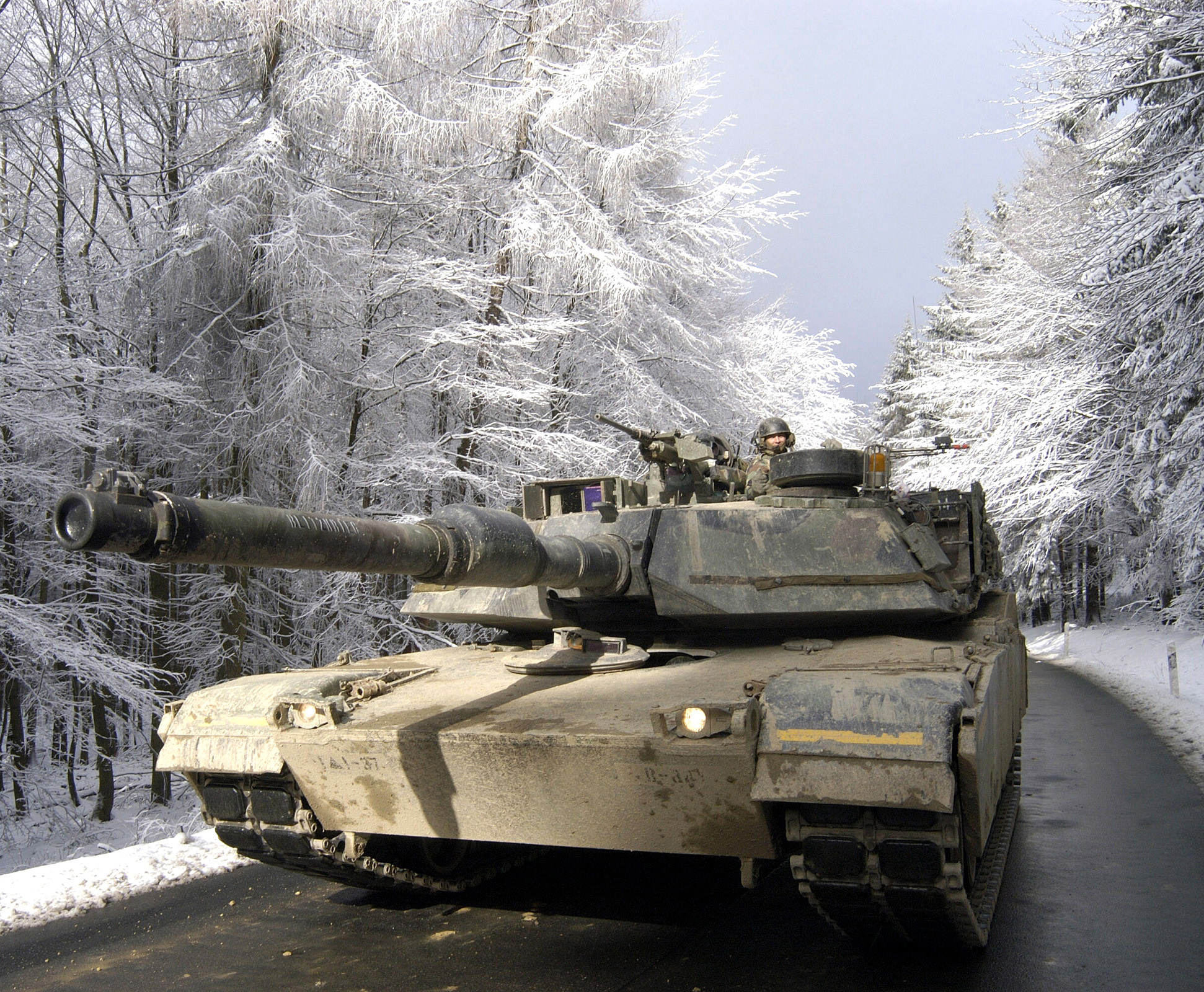
M1A1 Abrams der Old Ironsides bei einem Manöver im Taunus

## Spitzname und Abzeichen
Wenige Monate nach der Indienststellung der Division in Fort Knox am 15. Juli 1940 begann der erste Divisionskommandeur, Generalmajor Bruce R. Magruder, mit der Suche nach einem Spitznamen für die neue Panzerdivision. Er schrieb einen Wettbewerb aus, bei dem über 200 Vorschläge gemacht wurden, darunter solche wie „Fire and Brimstone“ oder „Kentucky Wonders“. Auf einem Gemälde der Constitution, das Magruder während einer Sammlung zur Erhaltung des Schiffes gekauft hatte, bemerkte er den Spitznamen des Schiffes und stellte die Parallelen zwischen der Geschichte des Kriegsschiffes und der noch jungen Division fest. Daraufhin beendete er den Wettbewerb, und die 1. Panzerdivision bekam noch am gleichen Tag den von jenem Schiff abgeleiteten Namen Old Ironsides.

Das Abzeichen der 1. Panzerdivision ist in markanten Farben gehalten, die charakteristisch für US-Panzerdivisionen sind. Das Abzeichen ist abgeleitet vom Symbol der Panzertruppe der US Army im Zweiten Weltkrieg; ein Dreieck in den Farben Gelb, Blau und Rot, welches die verschiedenen Waffengattungen innerhalb der Division repräsentiert: die Kavallerie, die Infanterie und die Artillerie.  Auf dem Dreieck befindet sich das Zeichen der früheren 7. mechanisierten Kavalleriebrigade, der Vorgängerin der Old Ironsides. Die Panzerkette symbolisiert Beweglichkeit und Schutz durch Panzerung, die Kanone die Feuerkraft und der Blitz die Schnelligkeit bei auszuführenden Operationen. Dies sind die drei Haupteigenschaften der gepanzerten Truppe. Die arabische Ziffer an der Spitze des Dreiecks bezeichnet die erste gepanzerte Division. Der Spitzname Old Ironsides, der offiziell vom Department of the Army genehmigt wurde, steht unterhalb des Dreiecks und ist fester Bestandteil des Abzeichens.

## Führung

### Command Group
Die Führungsgruppe (Command Group) des Divisionsstabes besteht aus dem Kommandeur einem Generalmajor und seinen seinem Stellvertreter, sowie den Generalstabsoffizieren und dem Command Sergeant Major der Division. Kommandeur der Einheit ist seit September 2020 Generalmajor Sean Bernabe.

### Liste der Kommandeure
| Name                         | Beginn der Berufung | Ende der Berufung |
| ---------------------------- | ------------------- | ----------------- |
| Curtis D. Taylor             | Juli 2024           |                   |
| James P. Isenhower III       | Juli 2022           | Juli 2024         |
| Sean Bernabe                 | September 2020      | Juli 2022         |
| Matthew L. Eichburg (acting) | Juli 2020           | September 2020    |
| Patrick Matlock              | Juli 2018           | Juli 2020         |
| Robert P. White              | Juni 2016           | Juli 2018         |
| Stephen M. Twitty            | August 2014         | Juni 2016         |
| Sean MacFarland              | Mai 2013            | August 2014       |
| Dana J. H. Pittard           | Mai 2011            | Mai 2013          |
| Terry A. Wolff               | Mai 2009            | Mai 2011          |
| Mark Hertling                | Mai 2007            | Mai 2009          |
| Fred D. Robinson, Jr.        | Juli 2005           | Mai 2007          |
| Martin E. Dempsey            | Juli 2003           | Juli 2005         |
| Ricardo S. Sánchez           | Juli 2001           | Juli 2003         |
| George W. Casey junior       | Juli 1999           | Juli 2001         |
| Larry R. Ellis               | Mai 1997            | Juli 1999         |
| William L. Nash              | Januar 1995         | Mai 1997          |
| William G. Carter II         | Juli 1993           | Januar 1995       |
| William M. Boice             | Mai 1991            | Juli 1993         |
| Ronald H. Griffith           | August 1989         | Mai 1991          |
| Frederick M. Franks Jr.      | Juli 1988           | August 1989       |
| Edwin S. Lealand, Jr.        | Juli 1986           | Juli 1988         |
| Dave R. Palmer               | Juni 1985           | Juli 1986         |
| Crosbie E. Saint             | Oktober 1983        | Juni 1985         |
| Thomas F. Healy              | November 1981       | Oktober 1983      |
| John C. Faith                | September 1979      | November 1981     |
| Glenn K. Otis                | Januar 1978         | August 1979       |
| William L. Webb, Jr.         | August 1975         | Januar 1978       |
| Rolland V. Heiser            | März 1974           | August 1975       |
| Adrian St. John, Jr.         | August 1972         | März 1974         |
| James V. Gallway             | Mai 1971            | August 1972       |
| James C. Smith               | März 1971           | Mai 1971          |
| William R. Desobry           | Februar 1970        | März 1971         |
| John K. Boles                | April 1968          | Februar 1970      |
| Richard G. Stilwell          | August 1967         | April 1968        |
| George Ruhlen                | Juni 1965           | Juli 1967         |
| Harvey Jablonsky             | März 1963           | Mai 1965          |
| Ralph E. Haines Jr.          | Februar 1962        | Mai 1963          |
| Roy Lassetter, Jr.           | Mai 1961            | Februar 1962      |
| Roland H. Del Mar            | August 1960         | Mai 1961          |
| Franklin F. Wing             | Mai 1959            | August 1960       |
| Delk M. Oden                 | Dezember 1957       | Mai 1959          |
| Edward G. Farrand            | März 1957           | Dezember 1957     |
| Robert L. Howze Jr.          | Juni 1955           | Februar 1957      |
| William S. Biddle            | Oktober 1953        | Mai 1955          |
| Leander L. Doan              | April 1953          | August 1953       |
| Bruce C. Clarke              | März 1953           | April 1953        |
| Hobart R. Gay                | Februar 1946        | April 1946        |
| Roderick R. Allen            | August 1945         | Februar 1946      |
| Vernon Prichard              | Juli 1944           | Mai 1945          |
| Ernest N. Harmon             | April 1943          | Juli 1944         |
| Orlando Ward                 | März 1942           | April 1943        |
| Bruce Magruder               | Juli 1940           | März 1942         |